# Doug Chandler
Pour les articles homonymes, voir Chandler.
Doug Chandler, né le 27 septembre 1965 à Salinas (Californie), est un ancien pilote de moto professionnel américain.